# سوسیالیسم لیبرال
سوسیالیسم لیبرال (انگلیسی: Liberal socialism) فلسفه سیاسی سوسیالیستی است که در درون خود اصول و ارزش‌های لیبرال را دارد. هدف سوسیالیسم لیبرال، ساقط کردن کامل سرمایه‌داری و جایگزینی آن با سوسیالیسم نیست؛ در عوض، این اندیشه از نوعی اقتصاد مختلط که هر دو شکل مالکیت خصوصی و مالکیت اجتماعی کالاهای سرمایه‌ای در آن وجود دارد، حمایت می‌کند.